# Движение революционной молодёжи
Движение революционной молодёжи (чеш. Hnutí revoluční mládeže) — чехословацкая леворадикальная организация, объединявшая студентов и представителей интеллигенции вдохновленных теоретическими разработками и практическими методами западных «новых левых». В целях конспирации использовало также названия Историко-социологический клуб с прицелом на футурологию (чеш. Historicko-sociologický klub s přihlédnutím k futurologii (HISOF)) и Революционная социалистическая партия (чеш. Revoluční socialistická strana).
Программными целями движения были ликвидация бюрократической системы, роспуск политической полиции, отмена цензуры и установление самоуправляемой рабочей демократии с последующим отмиранием государства. В силу своего радикально левого характера, находилось в оппозиции к режиму того времени, установившемуся после подавления войсками Варшавского договора «Пражской весны» и её надежд на «социализм с человеческим лицом».
Было основано 2 декабря 1968 года в основном студентами философского факультета и некоторыми выпускниками университетов. Оно заявляло, что социалистическая революция в Чехословакии превратилась в пародию на себя, а власть захватила прослойка бюрократов. Члены организации переводили работы Льва Троцкого и обсуждали его «Преданную революцию»; помимо троцкизма, также интересовались различными аспектами маоизма и анархизма. В состав движения входили будущие журналисты Петр Уль и Петрушка Шустрова, публицистка Сибилла Плогштедт, археолог и будущий дипломат Ярослав Башта, эколог Иван Деймал, Ян Фролик (будущий директор архива Министерства внутренних дел) и др. Движение работало конспиративным образом, издавая различные листовки и печатные материалы, а также информируя зарубежную общественность о ситуации в Чехословакии.
После принятия так называемого «Закона о дубинке» движение ушло в подполье, но, благодаря внедрённому в организацию провокатору, к 1970 году большинство членов было арестовано. После судебного процесса в марте 1971 года 16 человек были осуждены за «подрывную деятельность» в республике. Петр Уль получил самый суровый приговор — четыре года без права досрочного освобождения. Петрушка Шустрова была приговорена к двум годам без права досрочного освобождения. Приговор вызвал протесты среди радикальных левых во всём мире. Демонстрации в поддержку осужденных прошли в нескольких городах Америки и Европы. За деятельностью и всей ситуацией вокруг движения внимательно следили на страницах периодического политического журнала, издававшегося в изгнании в Западном Берлине «Informační materiály», более известного по сокращению «Infomat».